# Hajdú-Antal Zsuzsanna
Hajdú-Antal Zsuzsanna (Budapest, 1984. november 26. –) kortárs magyar írónő.

## Életpálya
Gimnáziumi tanulmányait a budapesti Teleki Blanka és a Szinyei Merse Pál Gimnáziumban folytatta. Diplomáit az Eötvös Loránd Tudományegyetem Bölcsészettudományi és Pedagógia-Pszichológia Karán szerezte meg 2008-ban, magyar nyelv és irodalom szakos bölcsész és tanár, valamint pedagógia szakos bölcsész és tanár szakon.
Kiskora óta szenvedélye az írás. Első könyve 2016-ban, Léggömbök címen jelent meg a Ciceró Könyvstúdió gondozásában, amely műfaját tekintve ifjúsági regény. A könyvet 2017 tavaszán a HUBBY az Év Gyermekkönyve Díjra jelölte ifjúsági kategóriában. A regény központi témája egy nehézségekkel teli első szerelem és a felnőtté válás. Hősei átlagos, idealizálástól mentes karakterek, akik szembesülnek tetteik hosszú- és rövidtávú következményeivel. A Léggömbök folytatása 2017-ben jelent meg Utánad címmel, amely a kétrészes sorozat zárókötete. A könyv központi témája az újrakezdés, a személyiség kibontakozása megváltozott körülmények között. A regényben egy erdélyi származású főhős szülőhazájához való szoros kötődése is szerepet kap.
Az Utánad című könyvet a Merítés-díj zsűrije 2017 6. legjobb ifjúsági kötetének választotta.
2019-ben Visszatérünk - A pipacsok ártatlanok címmel jelent meg következő regénye, amely egy Magyarországot érintő tragédiának állít emléket, fő témája a gyászfeldolgozás. A kötetet 2020-ban a HUBBY az Év Gyermekkönyve díjra jelölte ifjúsági kategóriában.
2021-ben Belvárosi srác címmel az Erawan kiadó gondozásában új kötete jelenik meg, amelyben egy Down-szindrómás kisfiát egyedül nevelő budapesti apa történetét dolgozza fel.
Az írónő példaképei, kedvenc írói: Gárdonyi Géza, Daniel Keyes, E. Lockhart, Szabó Magda.

## Művei
- Léggömbök; Ciceró, Bp., 2016
- Utánad. Léggömbök 2.; Ciceró, Bp., 2017
- Visszatérünk; Ciceró, Bp., 2019
- Belvárosi srác; Erawan, Bp., 2021